# رسیدن به آسمان
رسیدن به آسمان (انگلیسی: Reach for the Sky) فیلمی در ژانر زندگینامه‌ای و جنگی به کارگردانی لوئیس گیلبرت است که در سال ۱۹۵۶ منتشر شد. این فیلم بر اساس کتابی به همین نام نوشته پل بریکهیل در مورد زندگی داگلاس بادر تولید شد.

## بازیگران
- کنت مور
- الکساندر ناکس
- سیدنی تفلر
- یانگ گرین
- اریک پولمان
- مایکل گاف
- جک والتینگ
- آنتون دیفرینگ
- پیتر بارتون
- رانالد آدام
- جان استون
- موریل پاولو
- مایکل بالفور
- پنی مورل
- هری لاک